# NX (система автоматизированного проектирования)
NX (ранее «Unigraphics») — CAD/CAM/CAE-система производства компании Siemens PLM Software (до 1 октября 2007 года называлась UGS). Программа использует ядро геометрического моделирования Parasolid.
NX поддерживает широкий спектр операционных систем, включая UNIX и Linux, Mac OS X, Windows с возможностью одновременного использования нескольких ОС.
Основными конкурентами программы являются CATIA компании Dassault Systèmes и Creo Elements/Pro (ProEngineer) компании PTC.

## История создания
Первоначально система носила название «Unigraphics» и была разработана американской компанией United Computing. В 1976 году компания McDonnell Douglas (сегодня Boeing) приобрела United Computing и впоследствии была образована McDonnell Douglas Automation Unigraphics Group. Компания EDS приобрела данный бизнес в 1991 году. После приобретения EDS компании Structural Dynamics Research Corporation в 2001 году, продукт Unigraphics был объединен с САПР I-DEAS, разработанной SDRC. Постепенное добавление функциональных возможностей I-DEAS в основной код системы «Unigraphics» стало основой существующей линейки продуктов NX.
Дополнительные функциональные возможности продукта «Imageware» были интегрированы в систему NX с целью развития функциональности по обработке сканированных данных (облаков точек и данных в формате STL) для поддержки процессов обратной разработки.

## Решения NX

### Проектирование (CAD)
Набор приложений, входящий в пакет NX CAD, позволяет решать задачи разработки полного электронного макета всего изделия и его составных частей для последующего использования в процессах технологической подготовки производства.
Функциональность приложений позволяет автоматизировать этапы проектирования изделия и выпуска конструкторской документации в различной форме представления. Поддерживаются технологии проектирования как «снизу вверх», так и «сверху вниз» с возможностью построения сквозных процессов разработки от требований к изделию до этапа выдачи данных для производства.

### Промышленный дизайн
Средства промышленного дизайна в NX предназначены для разработки внешнего облика (или интерьера) проектируемого изделия и анализа его эстетических и визуальных характеристик. Данная функциональность позволяет автоматизировать процессы разработки дизайна от оцифровки или создания двумерных скетчей до анализа технологических процессов изготовления элементов внешнего облика и проектирования соответствующей оснастки.
Средства автоматизации разработки дизайна представлены следующими группами инструментов:
- Моделирование поверхностей (Freeform Shape) — инструментарий для создания параметрических поверхностей любой степени сложности, а также набор средств анализа качества геометрии.
- Свободное моделирование (Realize Shape) — инструментарий, позволяющий создавать точную геометрию, используя алгоритм поверхностей подразделения (subdivision), при котором пользователь модифицирует геометрию путём перетаскивания управляющих точек-маркеров. Данный способ позволяет создавать любые формы без использования комплексных параметрических зависимостей и, в то же время, получать геометрию, с которой далее можно работать на всех последующих этапах без конвертации.
- Динамический рендеринг (Dynamic & Photorealistic Rendering) — набор механизмов, позволяющих получать реалистичное изображение изделия как в режиме реального времени, так и в последовательном режиме. В режиме реального времени система автоматически обновляет и перегенерирует получаемое изображение при любом изменении геометрии. При генерации изображения учитываются источники света, материалы, текстуры, параметры окружающей среды, наложение теней и другие параметры, влияющие на качественные характеристики получаемого изображения. Рендеринг может производиться как в интерактивном режиме, так и в фоновом, а при необходимости может использоваться механизм удаленного рендеринга на специализированных серверах.

В дополнение к этим группам инструментов в системе NX CAD имеется функциональность для задач реверс-инжиниринга, которые могут возникать в процессах разработки промышленного дизайна. Данная функциональность позволяет оперативно обработать сканированные данные, которые приходят в формате STL или в виде облака точек, и получить точную геометрию, которую можно дальше использовать при разработке.

### Разработка механических систем
Система NX CAD позволяет выполнить моделирование деталей и сборок изделия, провести анализ пересечений и расчёт массы, подготовить 2D-документацию — чертежи или 3D-документацию с использованием PMI (размеры и аннотации наносятся на 3D-модель). С помощью инструментария приложений моделирования деталей и сборочных единиц, пользователь может создать полный цифровой аналог разрабатываемого узла или единичной детали, содержащий точную геометрию, рассчитанные массово-инерционные характеристики, свойства материалов, а также все требования необходимые для изготовления и контроля.
Возможности системы позволяют моделировать изделия любой степени сложности и размерности — от бытовой техники до изделий корабельной и авиакосмической промышленностей. Электронные модели, создаваемые в приложениях NX CAD используются далее в модулях инженерного анализа и технологической подготовки производства.

### Разработка систем маршрутизации
В системе NX CAD представлено несколько приложений закрывающих задачи проектирования электрических и трубопроводных систем различного назначения. Функциональность данных приложений позволяет моделировать системы с учётом физических ограничений (провисание, радиусы гиба, прямые участки и т. д.), а также подбирать компоненты системы по одному или нескольким критериям.
В текущей версии NX доступны следующие приложения:
- «Проектирование электрики» — содержит полный набор инструментов для создания электрического описания разрабатываемого изделия, анализа технологичности и подготовки необходимых данных и документации для производства. Данное приложение интегрируется со всеми основным ECAD системами, в которых создается схемная часть электрического описания изделия или его частей.
- «Проектирование трубопроводов» — включает инструменты для проектирования гидравлических, пневматических, топливных и прочих трубопроводных систем, состоящих из жестких компонентов.
- «Логическая маршрутизация» — позволяет разрабатывать схемное описание изделия для трубопроводных систем и связывать его с 3D макетом для обеспечения трассировки и контроля соответствия проложенных трасс схеме.

### Mechatronics Concept Design (MCD)
Приложение MCD предназначено для моделирования поведения мехатронных систем на ранних стадиях проектирования. Пользователю предоставляется среда виртуального моделирования, в которой он может описать разрабатываемое изделие, используя физические характеристики его компонентов, задать граничные условия, действующие силы и параметры среды. Далее, проводя симуляцию поведения системы в режиме реального времени пользователь может анализировать её поведение с помощью виртуальных датчиков и сигналов.
Также в среде MCD реализована функциональность виртуальной пуско-наладки, который позволяет проводить симуляцию объединяя физические и виртуальные компоненты изделия, в частности объединив реальный цифровой контроллер с виртуальной цифровой моделью механизма.

### Инженерный анализ (CAE)
Набор средств инженерного анализа в системе NX представляет собой приложение пре- и постпроцессинга (Pre/Post) и подключаемых к интерфейсу расчётных решателей. В качестве решателей может выступать как пакет NX Nastran, так и программные пакеты других разработчиков. Среда инженерного анализа может работать как независимо, так и в интеграции с PLM системой Teamcenter. В последнем случае все расчетные данные сохраняются в PLM системы и управляются с точки зрения прав доступа, ревизионности, процессов выпуска и согласования, и т. д.
Приложение пре/постпроцессинга построено на базе общей платформы приложений NX CAD и использует все возможности геометрического ядра Parasolid. Расчётные модели связаны с исходными 3D моделями, и при необходимости внесения каких-то изменений или упрощений у пользователя есть возможность редактировать ассоциативно связанную геометрию, не влияя на оригинальную модель, но отслеживая все изменения.
Функциональность инструментов, входящих в пакет инженерного анализа NX позволяет проводить анализ статического нагружения конструкции, поиск собственных частот (динамика), аэродинамический и тепловой анализ, а также решать ряд прикладных специализированных задач.
14 июня 2016 года компания Siemens PLM Software представила Simcenter — комплексный портфель продуктов для инженерного анализа, включающий в себя инструменты для проведения 1D- и 3D-расчётов, физических испытаний, управления данными инженерного анализа, прогнозирования технических характеристик и поведения изделия.

### Проектирование оснастки
В дополнение к приложениям, отвечающим за конструкторскую проработку самого изделия, система NX CAD предлагает ряд решений, отвечающих за проектирование средств технологического оснащения:
- Mold Wizard — пакет проектирования элементов пресс-форм для изделий, получаемых литьём.
- Progressive Die Wizard — пакет проектирования штампов последовательного действия.
- Die Engineering и Die Design — модули проектирования штампов и структуры штампов.
- One Step Formability — одношаговый анализ формуемости для оценки возможности получения листовой детали методом холодной штамповки.
- Electrode Design — модуль проектирования оснастки для электроэрозионной обработки.

Приложения созданы с учётом принципа мастер-модели и обеспечивают ассоциативную связь как с изделием (CAD), так и с проектом обработки оснастки в CAM.

### Программирование станков сЧПУ(CAM)
NX CAM — модуль подготовки управляющих программ для станков с ЧПУ.
Поддерживает различные виды обработки: токарную обработку, фрезерную обработку на 3—5-осевых станках с ЧПУ, токарно-фрезерную, электроэрозионную проволочную обработку. Система NX CAM поддерживает прогрессивные виды обработки и оборудование: высокоскоростное фрезерование, обработку на основе элементов, токарно-фрезерные многофункциональные станки. Содержит встроенный модуль симуляции обработки на станке, работающий в кодах управляющей программы (G-кодах), который используется для анализа УП и обеспечивает контроль столкновений.
Ассоциативная связь между исходной моделью и сформированной траекторией инструмента обеспечивает автоматическое обновление данных при внесении изменений.

### Программирование координатно-измерительных машин и анализ данных измерения
Модуль по программированию координатно-измерительных машин (КИМ) обеспечивает подготовку управляющих программ для КИМ и анализ данных измерения, в том числе сравнение данных измерения с 3D-моделью. Программа проведения измерений может быть создана с использованием объектов PMI — информации о допусках размеров и отклонений форм и поверхностей. В этом случае снижается объём ручного ввода данных, и программа контроля может быть ассоциативно связана с исходной моделью и, соответственно, отслеживать изменения. Поддерживается симуляция процесса измерения на КИМ на основе кода УП (обычно DMIS).

### Средства расширения функциональности системы
Система NX предоставляет набор механизмов, позволяющий расширять стандартную функциональность и разрабатывать собственные средства автоматизации на базе платформы NX. Для разработки могут быть использованы основные языки программирования, такие как .NET, C++, Python, Java. Также система предоставляет возможность использовать внутренний KBE (knowledge based engineering) язык программирования.

## Синхронная технология
Разработанная Siemens синхронная технология моделирования впервые была реализована в версии NX 6, выпуск которой состоялся 30 июня 2008 года. Эта технология позволяет работать с топологическим описанием геометрии модели, не учитывая параметрические зависимости или их отсутствие. Традиционные средства параметрического моделирования имеют ряд известных ограничений при работе с не параметризованной геометрией или при наличии сложных параметрических зависимостей. Синхронная технология даёт возможность работать с такими моделями и редактировать их, автоматически распознавая геометрические элементы и связи между ними. NX широко используется в машиностроении, особенно в отраслях, выпускающих изделия с высокой плотностью компоновки и большим числом деталей (энергомашиностроение, газотурбинные двигатели, транспортное машиностроение и т. п.) и/или изготавливающих изделия со сложными формами (авиационная, автомобильная и т. п.). В частности, систему используют такие крупные компании, как Daimler, Chrysler, Boeing, Bosch, NASA Jet Propulsion Laboratory (JPL), Land Rover BAR, Red Bull Racing, ММПП «Салют», «ОКБ им. Сухого», «МВЗ им. Миля», ПАО «КАМАЗ», «ГКНПЦ им. Хруничева», ОАО «Авиадвигатель», ОАО «Метровагонмаш», ОКБ «Аэрокосмические системы», НПО «Сатурн», ПКО «Теплообменник», ООО «Всесоюзный научно-исследовательский центр транспортных технологий» (ВНИЦТТ), АО «Кронштадт» Архивная копия от 28 января 2021 на Wayback Machine и др. NX широко используется компаниями, производящими товары народного потребления, медицинское оборудование, электронику.